# NGC 957
NGC 957 (другое обозначение — OCL 362) — рассеянное скопление в созвездии Персей. Открыто Джоном Гершелем в 1831 году. Описание Дрейера: «довольно крупное, довольно богатое скопление звёзд от 13-й до 15-й величины».
Скопление состоит из 96 звёзд и имеет возраст 16 миллионов лет. NGC 957 находится близко к известному двойному скоплению Хи и Аш Персея, и, возможно, принадлежит к той же ассоциации — Per OB1.
Этот объект входит в число перечисленных в оригинальной редакции «Нового общего каталога».